# Hilliard (Flórida)
Hilliard é uma vila localizada no estado americano da Flórida, no condado de Nassau. Foi incorporada em 1947.

## Geografia
De acordo com o United States Census Bureau, a vila tem uma área de 14,1 km², onde todos os 14,1 km² estão cobertos por terra.

### Localidades na vizinhança
O diagrama seguinte representa as localidades num raio de 40 km ao redor de Hilliard.

## Demografia
Segundo o censo nacional de 2010, a sua população é de 3 086 habitantes e sua densidade populacional é de 219,03 hab/km². Possui 1206 residências, que resulta em uma densidade de 85,60 residências/km².